# Tamponamento nasale
Il tamponamento nasale è una forma di tamponamento che si attua per l'epistassi, quando le manovre normalmente attuate (es: compressione dell'ala nasi, introduzione nelle narici di tamponcini di garza imbevuti di perossido d'idrogeno) non abbiano sortito effetto, o nel caso in cui la sede del sanguimento non sia raggiungibile per una cauterizzazione.

## Procedura
Il tamponamento anteriore viene effettuato per emorragie originatesi dalla parete anteriore o media delle fosse nasali, mentre il tamponamento posteriore ha lo scopo di raggiungere le epistassi posteriori. In caso di epistassi diffusa, si effettua un tamponamento combinato, che blocca anche il rinofaringe. Il tamponamento viene mantenuto in sede per un tempo variabile in rapporto all'eziologia dell'epistassi, ma viene rimosso prontamente in caso di complicanze.

## Complicanze
Obbligando a una respirazione orale, il tamponamento può causare xerostomia; frequenti anche cefalea, bruciore agli occhi e iperemia congiuntivale. È possibile che si verifichi l'infezione per mezzo del tampone, con possibile sepsi: questo è vero soprattutto se si effettua un tamponamento posteriore, e per questo la procedura richiede un'adeguata copertura antibiotica a scopo profilattico. La tuba di Eustachio si può ostruire in caso di tamponamento posteriore, con possibili ripercussioni flogistico-infettive sull'orecchio medio: per questo, il tampone sarà comunque rimosso dopo 24 ore.
Complicanze al momento della rimozione possono essere:
- Lacerazioni della mucosa
- Ripresa dell'emorragia
- Riflesso naso-vagale.
Attualmente, la disponibilità di tamponi riassorbibili e di cateteri nasali appositi ha permesso di ridurre notevolmente l'incidenza delle complicanze, con particolare beneficio per pazienti con condizioni cliniche particolari, ad esempio quelli con alterazioni del profilo coagulativo o con discrasie ematiche.